# 慶山 (薩嘛喇氏)
慶山（1768年—1841年），薩嘛喇氏，正藍旗滿洲人，清朝大臣、將領。

## 生平
前鋒營前鋒出身，嘉慶二年（1797年），選授藍翎長。四年（1799年），升任前鋒校。八年（1803年），委署前鋒參領。十二年（1807年），升授副前鋒參領。十四年（1809年），外放福建泉州城守營參將。十五年（1810年），調任臺灣城守營參將。二十一年（1816年），升調浙江平陽協副將。二十三年（1818年），以浙江平陽協副將署理福建臺灣鎮總兵。道光元年（1821年），升調漳州鎮總兵。三年（1823年），調任雲南昭通鎮總兵。四年（1824年），升授荊州將軍。六年（1826年）二月十八日，調任西安將軍；九月二十五日，調寧夏將軍。八年（1828年）七月初九日，召回京，降調侍衛處二等侍衛，隨後升一等侍衛兼充烏里雅蘇臺參贊大臣。十年（1830年），復授荊州將軍。十二年（1832年），調任廣州將軍。十三年（1833年），調任福州將軍，隨後改調烏里雅蘇臺將軍。十四年（1834年）八月二十一日，因病解任。二十一年（1841年），卒，年七十四歲。
| 前任： 林承昌 | 台灣鎮總兵 1818年上任 | 繼任： 武隆阿 |